# Christoph Leitgeb
Pour les articles homonymes, voir Leitgeb.
Christoph Leitgeb, né le 14 avril 1985 à Graz, est un footballeur international autrichien au poste de milieu de terrain.

## Biographie
Christoph Leitgeb reçoit sa première sélection en équipe d'Autriche le 23 mai 2006 en amical contre la Croatie.
Le 8 août 2007, il inscrit un but en Ligue des champions face au club letton du FK Ventspils.

## Palmarès
- Champion d'Autriche en 2009, 2010, 2012, 2014, 2015, 2016, 2017,  2018 et 2019 avec le Red Bull Salzbourg
- Vainqueur de la Coupe d'Autriche en 2012, 2014, 2016, 2017 et 2019 avec le Red Bull Salzbourg